# Birger Jarlsgatan (Stockholm)
Pour les articles homonymes, voir Birger Jarlsgatan.
Birger Jarlsgatan est une rue du district d'Inre staden à Stockholm en Suède,.

## Situation
Birger Jarlsgatan est l'une des rues les plus longues du centre-ville de Stockholm. 
La rue forme la frontière entre les quartiers d'Östermalm et Norrmalm de Nybroplan à Tegnérgatan et entre Östermalm et Vasastan de Tegnérgatan jusqu'à Roslagstull à Ingemarsgatan. 
Une petite partie de la rue forme également la frontière entre Vasastan et Norra Djurgården. Les numéros de rue impairs jusqu'au n° 55 inclus se trouvent à Norrmalm, les autres numéros de rue impairs se trouvent à Vasastan. Tous les numéros de rue pairs se trouvent à Östermalm.
La longueur de la rue est d'environ 2,25 kilomètres et la rue porte le nom de Birger Jarl. 
Dans le cadre de la révision des noms à Stockholm en 1885, elle s'appelait Birger Jarls gata, qui a été changé en 1932 pour l'orthographe actuelle Birger Jarlsgatan.

## Transports en commun
Birger Jarlsgatan est principalement desservie par la ligne de bus 2 et des arrêts se trouvent le long de Birger Jarlsgatan à Stureplan, Eriksbergsgatan, Tegnérgatan et Jarlaplan. 
Il y a également un arrêt de bus sur Birger Jarlsgatan à Roslagstull qui est desservi par la ligne 50.
La ligne de tramway Spårväg City longe Birger Jarlsgatan entre Smålandsgatan et Nybroplan - le tronçon n'est desservi que par ce qu'on appelle Djurgårdslinjen (7N), qui se compose de voitures de musée. 
Les arrêts de tramway les plus proches se trouvent à Norrmalmstorg et Nybroplan..
La station Östermalmstorg des lignes  T13 et T14 du métro de Stockholm a deux entrées le long de Birger Jarlsgatan.

## Bâtiments de la rue
Parmi les bâtiments de la rue:
- 1: Skravelberget mindre 12
- 4: Restaurant Riche
- 7: Birger Jarls basar
- 9: Birger Jarlspassagen
- 10: Styckjunkaren 11
- 11: Rännilen 8
- 12: Styckjunkaren 6
- 14: Styckjunkaren 7
- 13: Pumpstocken 10
- 15: Bocanderska palatset
- 16: Sperlingens backe 47
- 17: Johnsonlinjens hus
- 18: Ostermans marmorhallar
- 20: Daneliuska huset
- 22: Landbyska verket 10
- 24: Landbyska verket 4 (maison 2)
- 26: Landbyska verket 4 (maison 1)
- 27: Komediteatern
- 28-30: Sture-Teatern
- 32: Trygghuset
- 35: Hotel Crystal Plaza
- 37:  Zita, Italien större 12
- 41A: Biografen Sture
- 55: Ambassade de Bosnie-Herzégovine
- 57: Spårvagnshallarna
- 58: Cinéma Eriksberg
- 64: Shellhuset
- 63: Église Emmanuel
- 66: Cinéma Arcadia, Korskyrkan
- 70: Balettakademien
- 88: Lövsångaren 7
- 90: Lövsångaren 2
- 92: Cathédrale Saint-George
- 98: Kristi förklarings ortodoxa kyrka

## Galerie

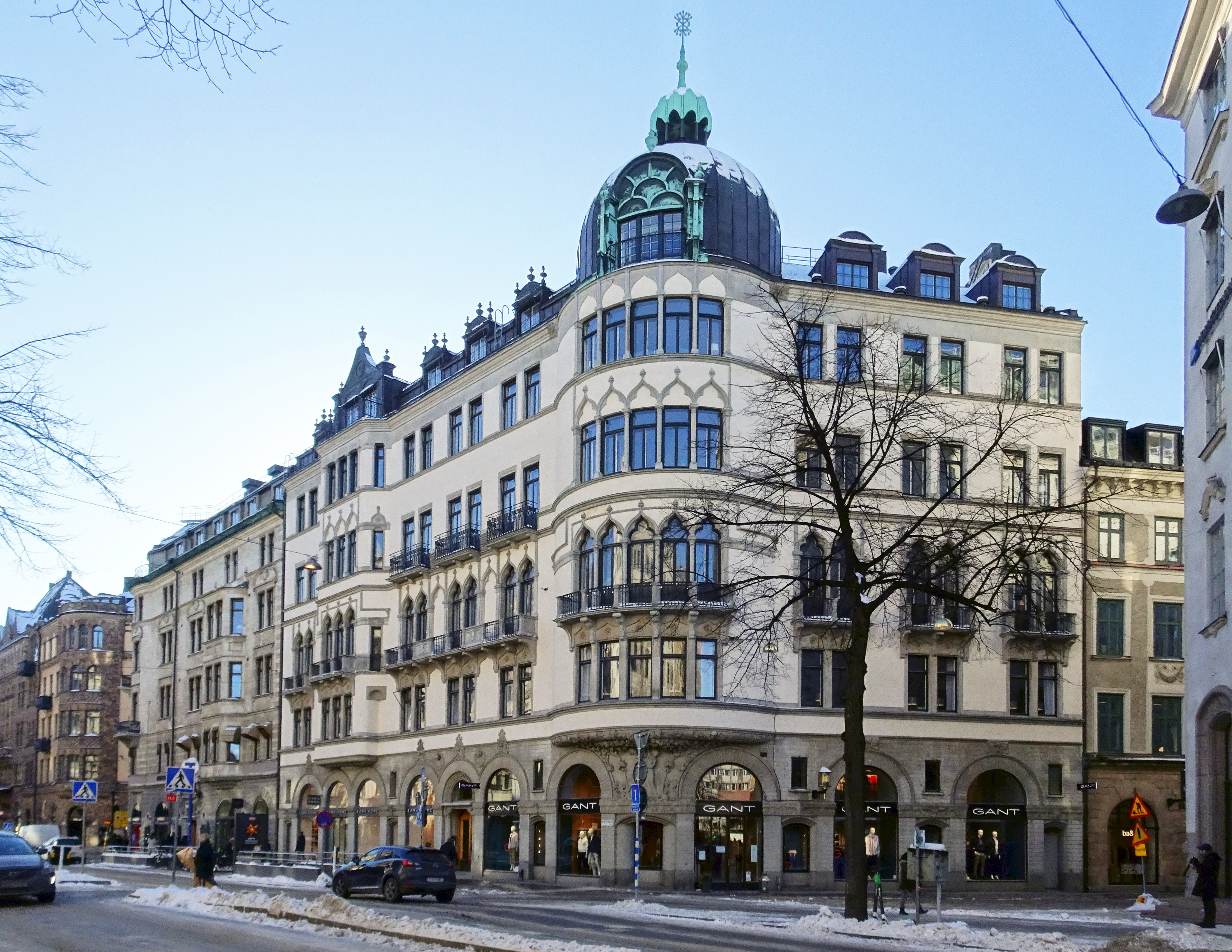
Bocanderska palatset Birger Jarlsgatan 15.
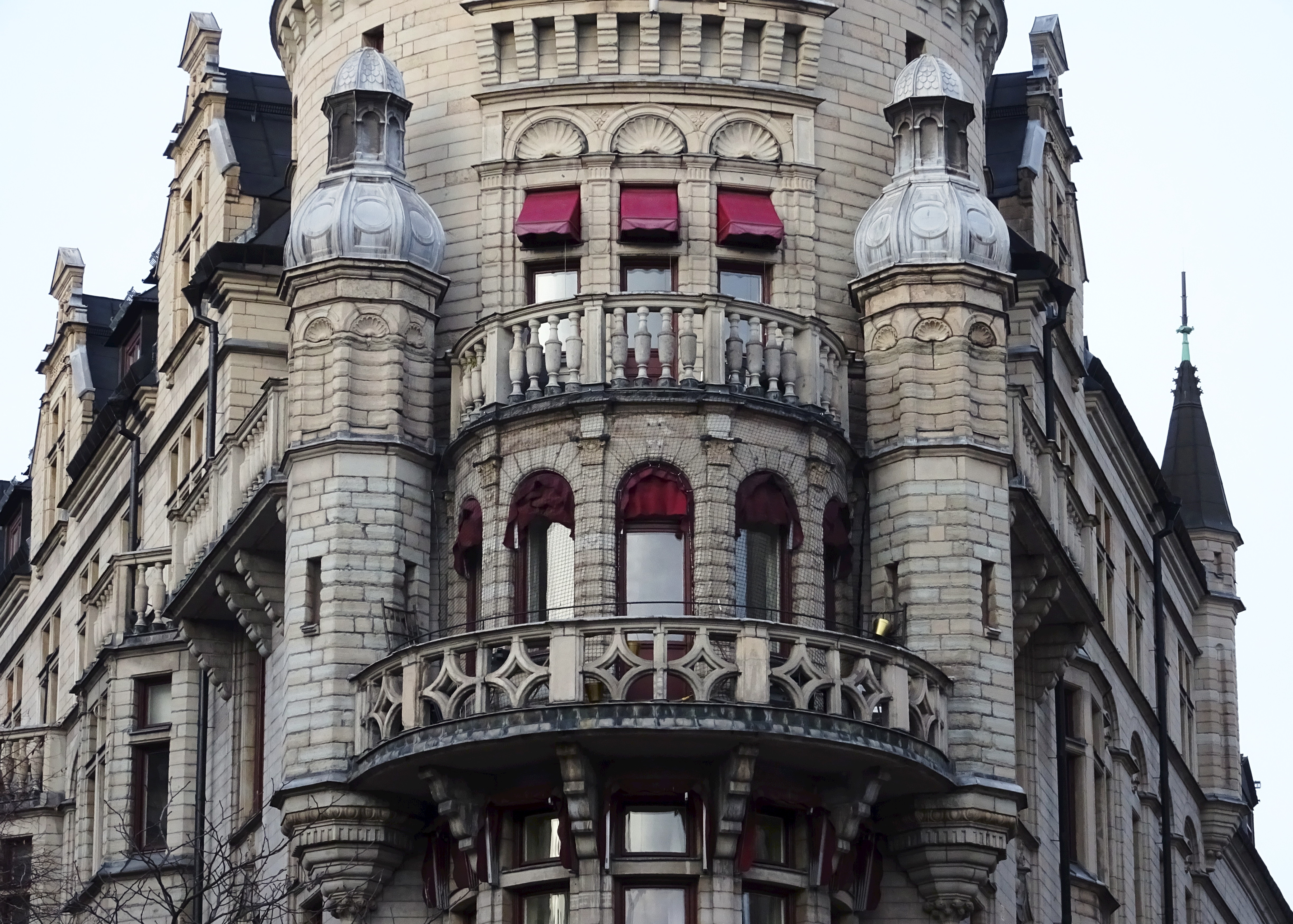
Daneliuska huset Birger Jarlsgatan 20.
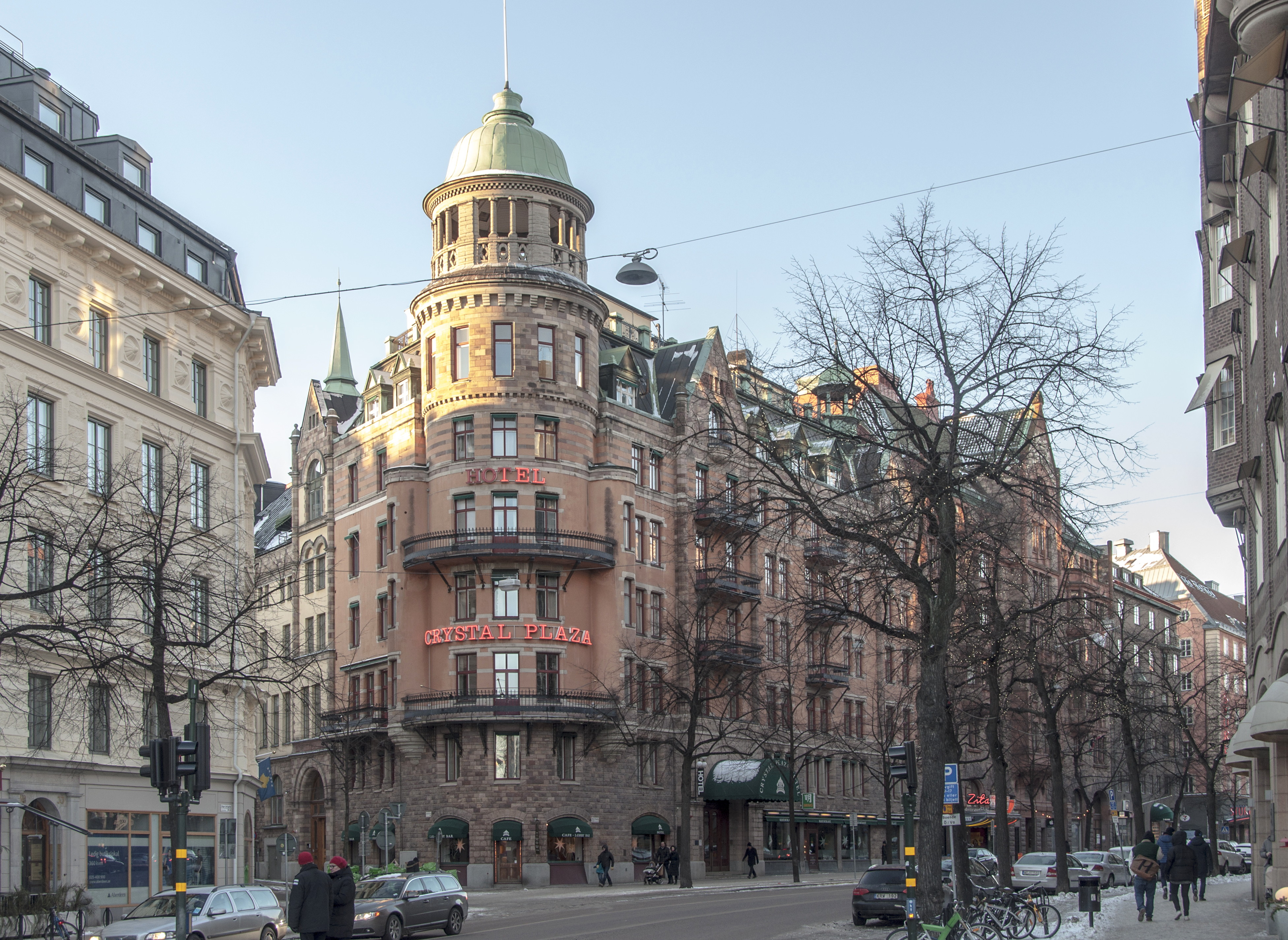
Hotel Crystal Plaza Birger Jarlsgatan 35.
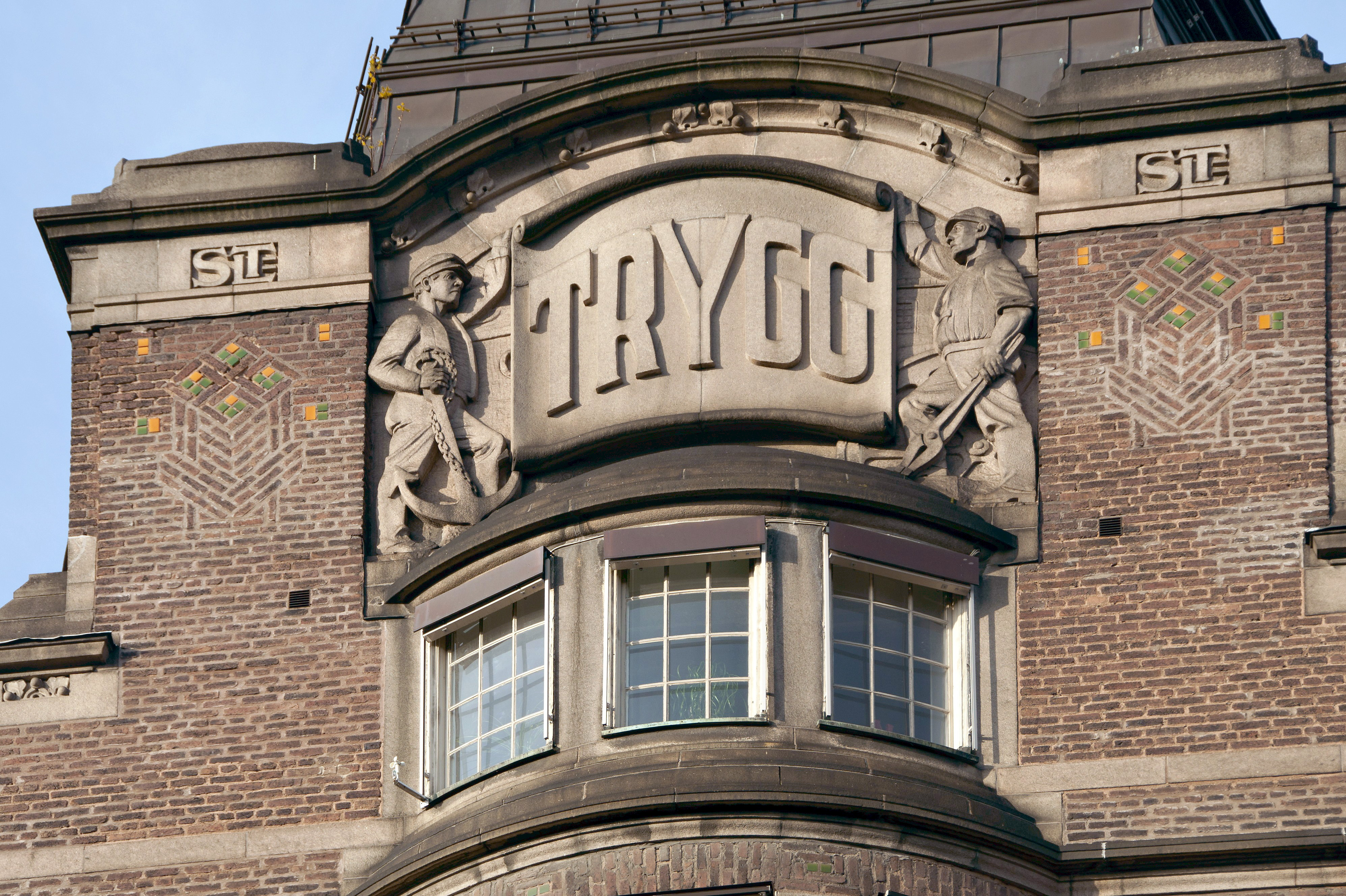
Trygghuset Birger Jarlsgatan 32.
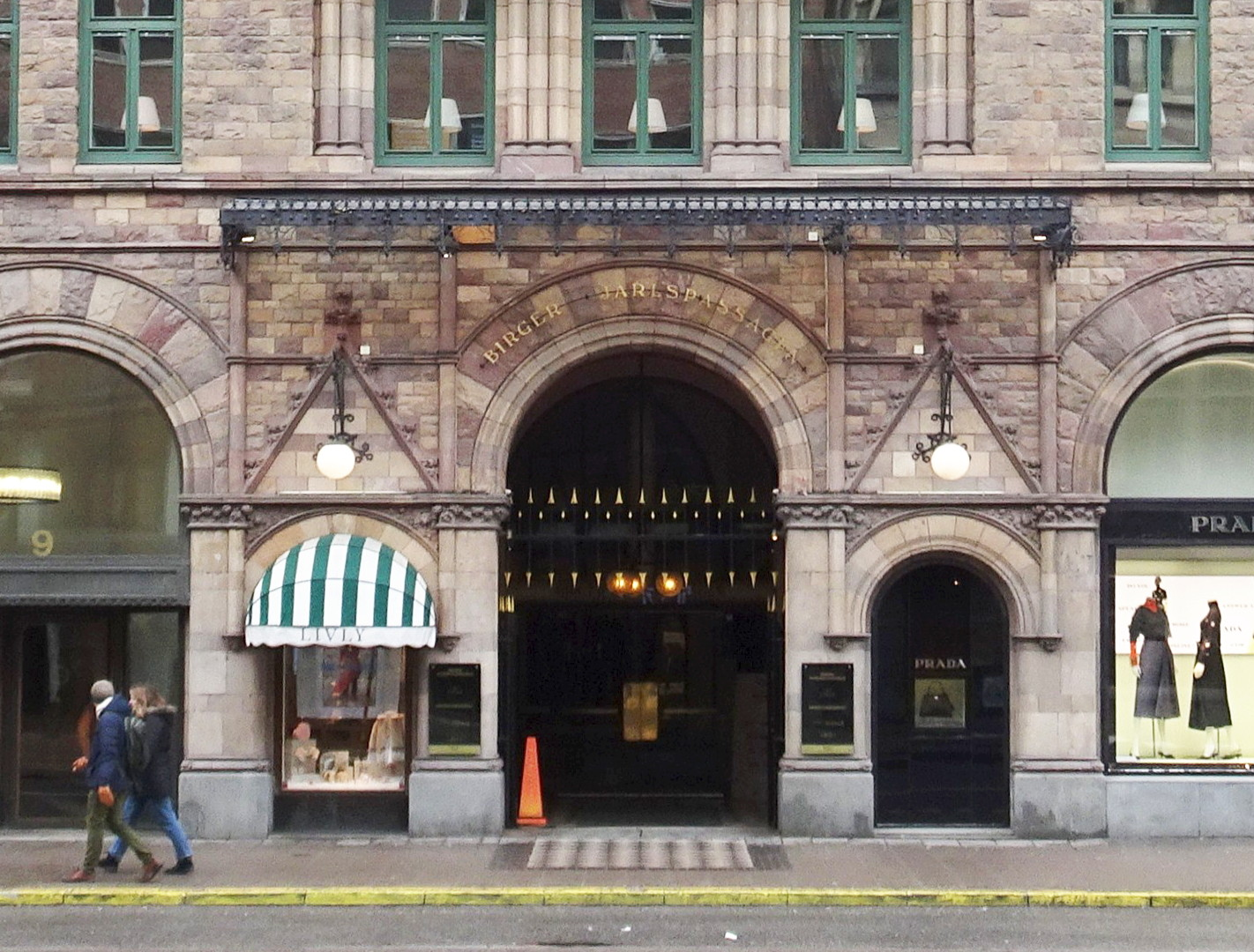
Birger Jarlspassagen. Birger Jarlsgatan 9.

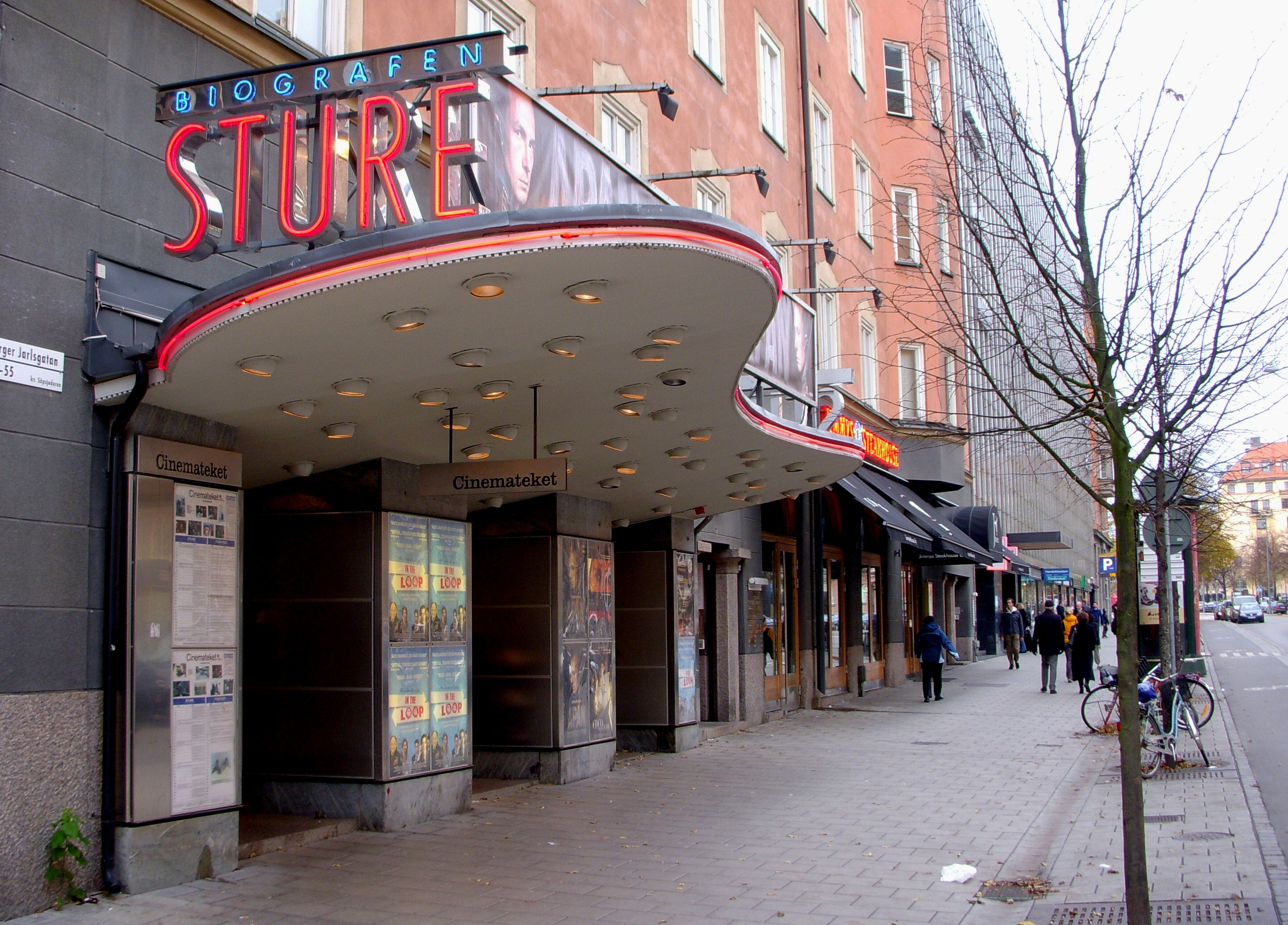
Sture-Teatern. Birger Jarlsgatan 41.
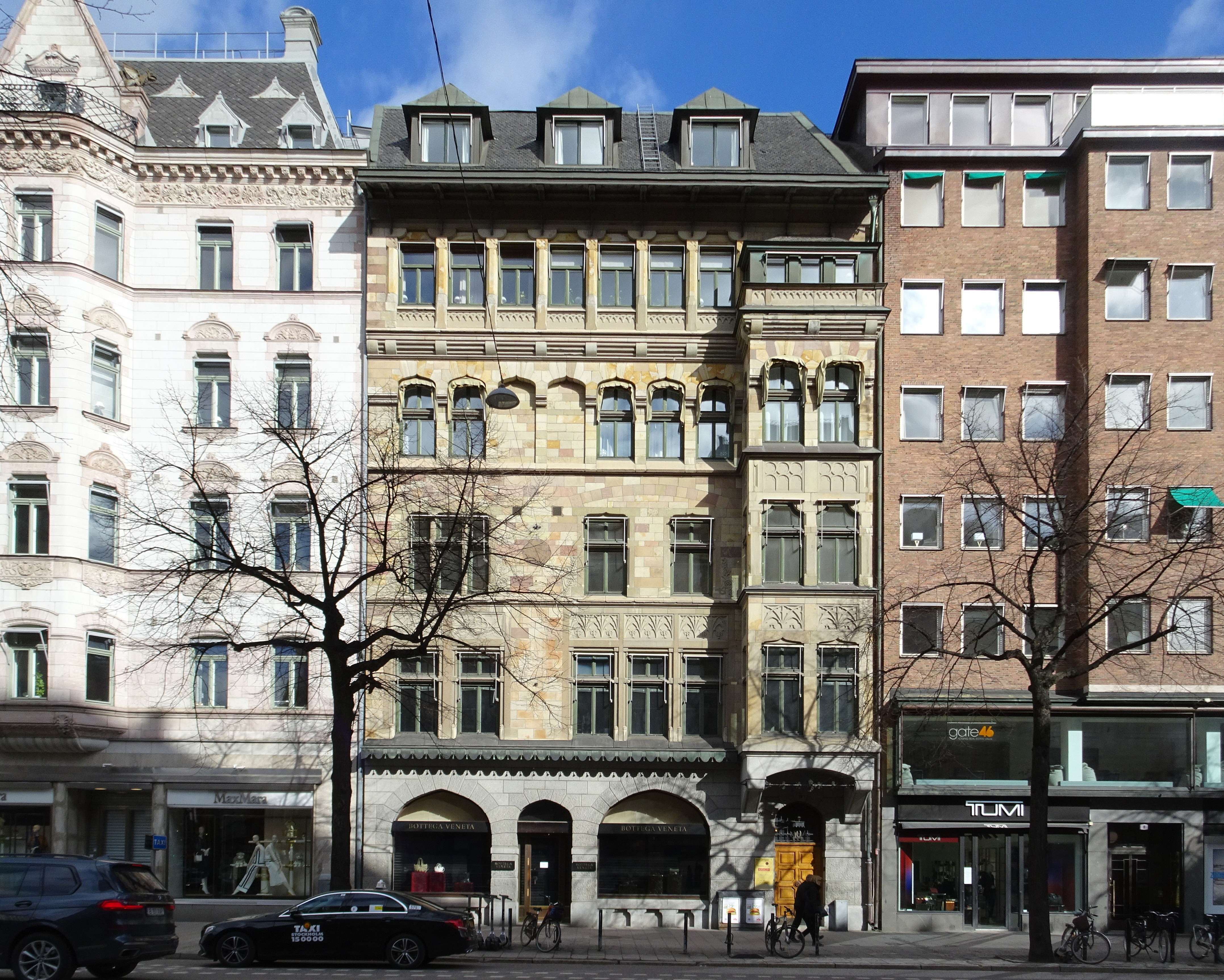
Styckjunkaren 5 Birger Jarlsgatan 10.
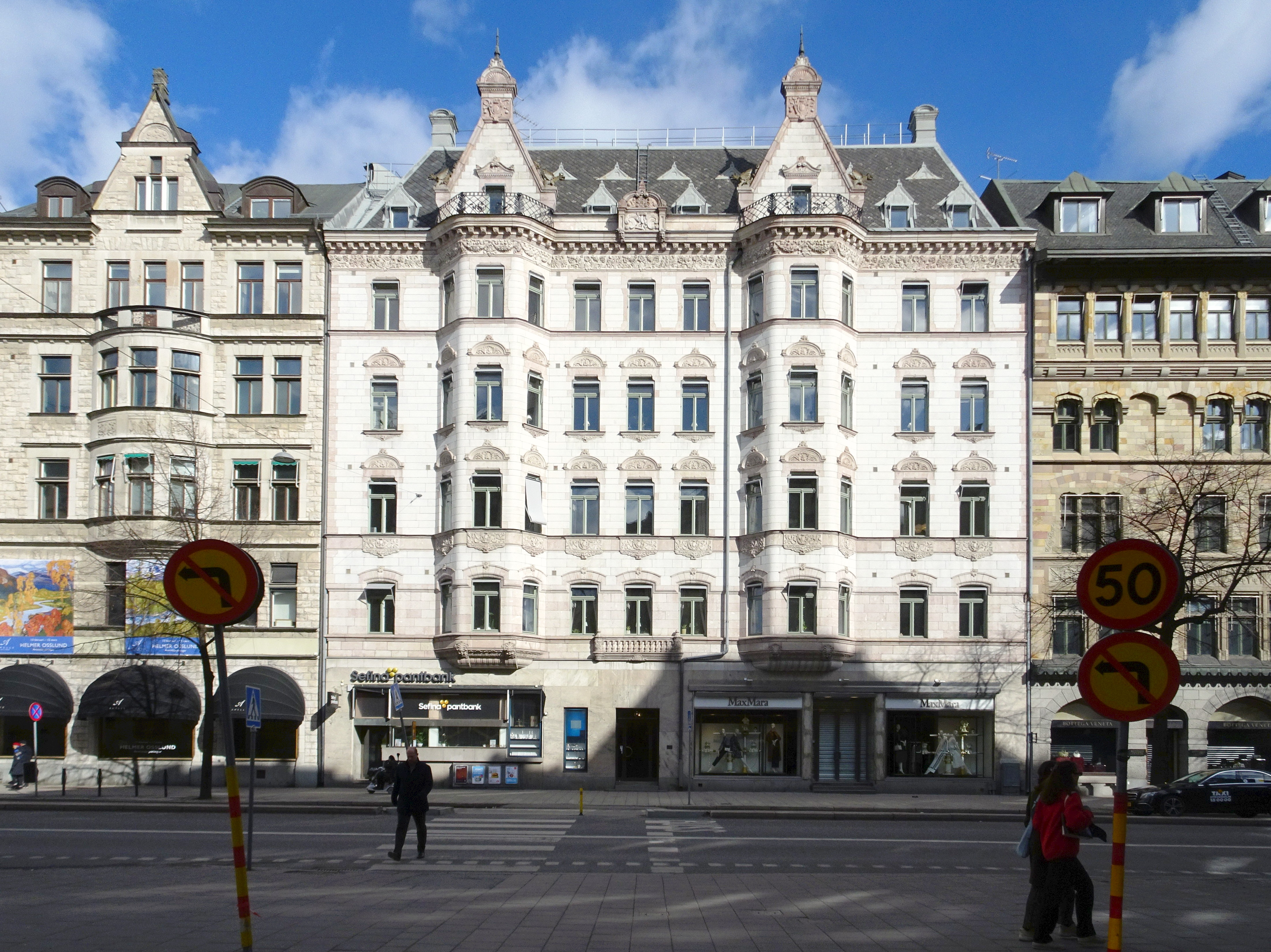
Styckjunkaren 6 Birger Jarlsgatan 12.
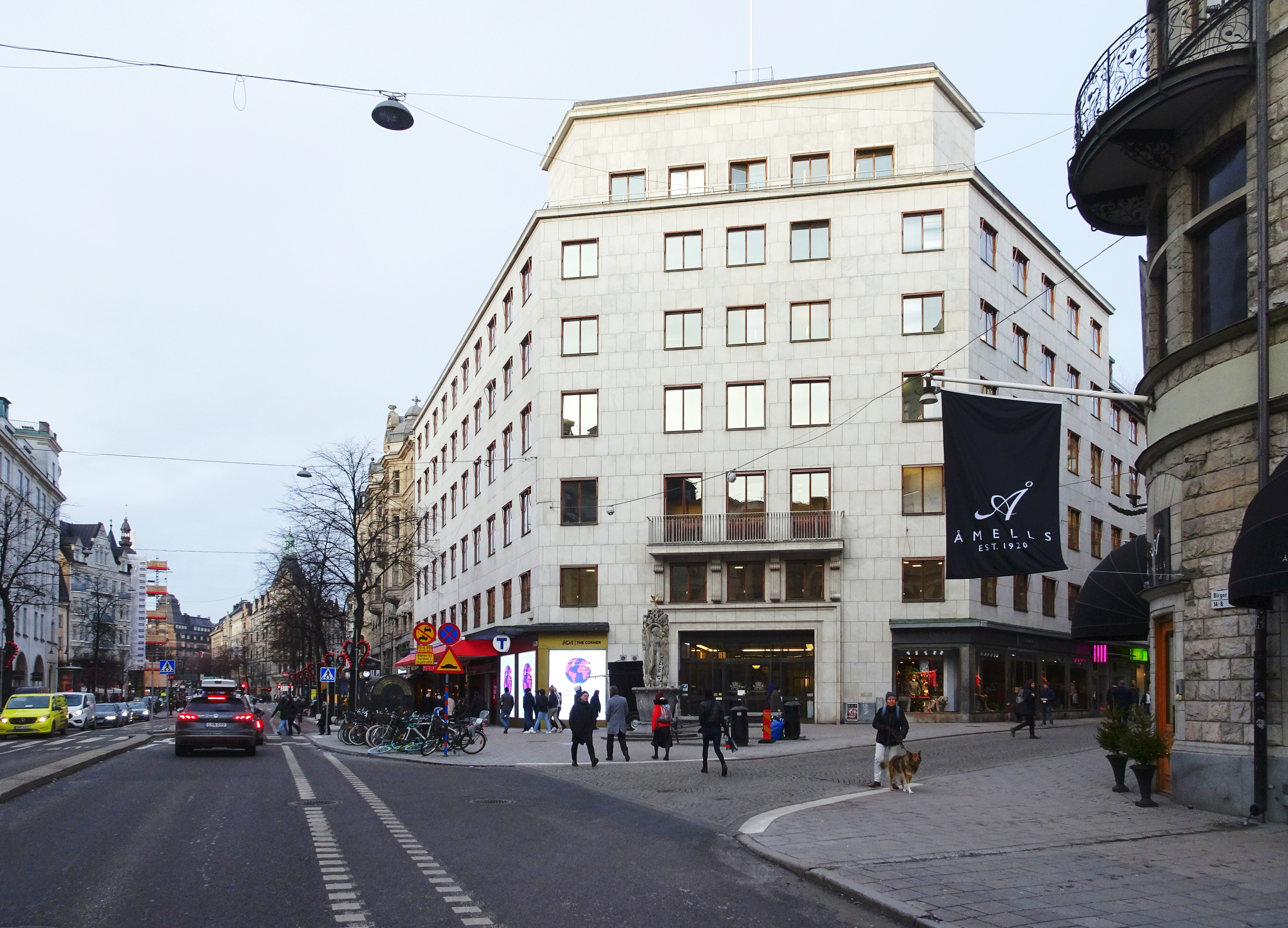
Sperlingens backe 47 Birger Jarlsgatan 16
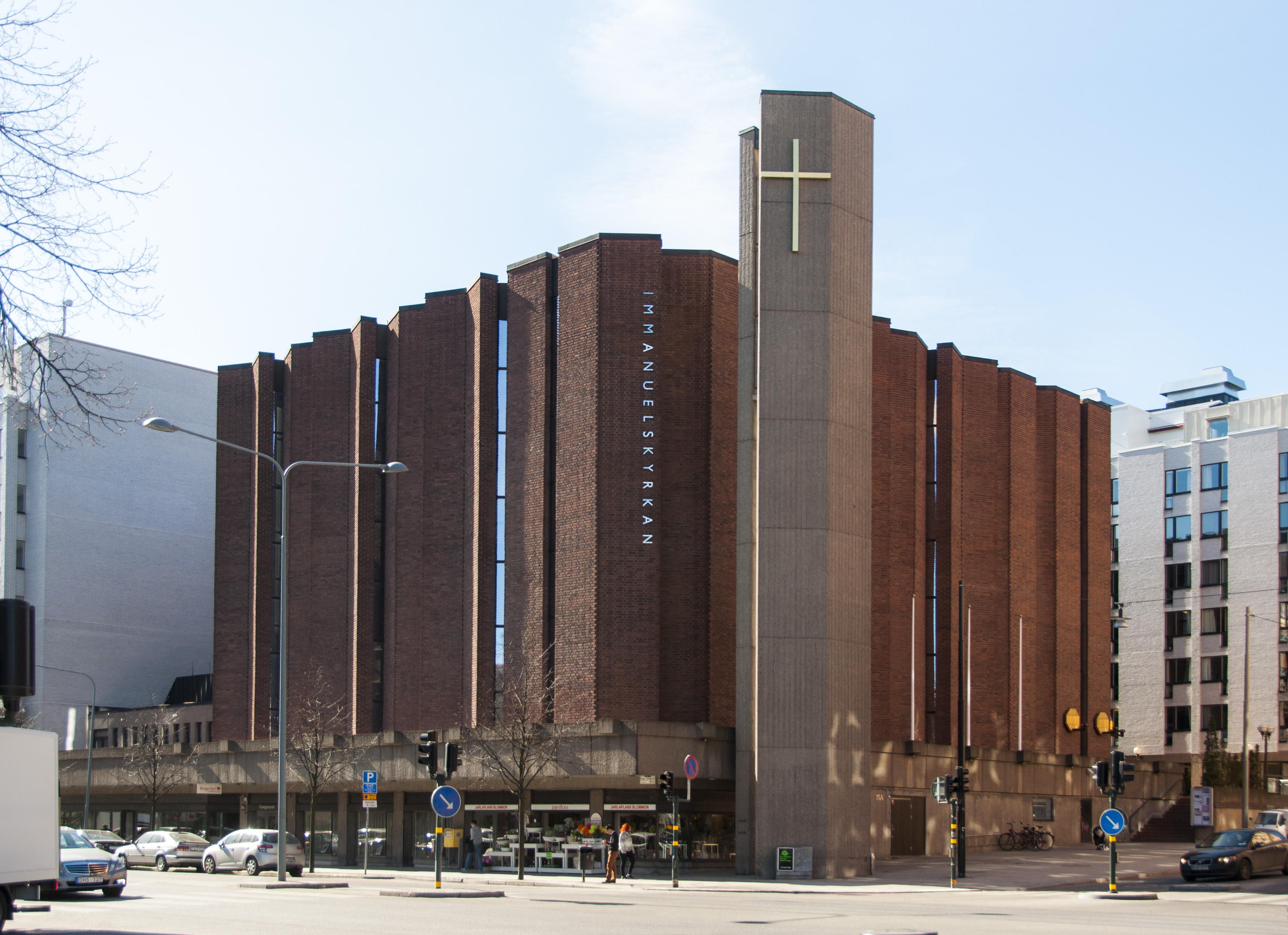
Immanuelskyrkan Birger Jarlsgatan 63.